# DR 135 012 bis 021
Die Triebwagen DR 135 012–021 sind eine 1935 entwickelte Baureihe der Deutschen Reichsbahn für den Personenverkehr auf Nebenbahnen. Sie gehen in der Grundausführung auf die DR 720 bis 722 zurück und gehörten zur ersten größeren Serie zweiachsiger Triebwagen, gefertigt bei MAN Nürnberg. Zur Unterscheidung anderer Triebwagen der Reihe VT 135 sind sie als VT 135, eckige Bauform, mit elektrischer Kraftübertragung klassifiziert. Ein Triebwagen der Serie ist nicht erhalten geblieben.

## Geschichte
Diese Serie von Triebwagen entstand 1933/1934 zeitgleich mit der ersten Serie der DR 135 002 ... 059 von Waggon- und Maschinenfabrik Aktiengesellschaft vorm. Busch, Bautzen. Vom Aussehen her waren die Fahrzeuge ähnlich den zwei Jahre später erschienenen DR 135 032 bis 045, die 1933 im gleichen Werk hergestellt wurden. Von den Wagen aus Bautzen unterschieden sich die Fahrzeuge äußerlich durch die geänderte Kopfform (kleinere Stirnfenster, abgerundete Stirnwand-Ecksäulen), die größere Anzahl der Seitenfenster und die unterflur angeordneten Kühler.
Die Triebwagenserie war offensichtlich für den Verkehr auf bergigen Strecken vorgesehen, wo die elektrische Kraftübertragung einige Vorteile gegenüber der mechanischen Kraftübertragung bot. Sie wurden nach der Abnahme im RAW Nürnberg in der Reichsbahndirektion Regensburg eingesetzt. Dabei legten die Triebwagen in den sechs Betriebsjahren bis Kriegsbeginn durchschnittlich 442.000 Kilometer zurück, das entspricht einer jährlichen Laufleistung von 73.300 Kilometern.
Zum Kriegsbeginn wurden die Fahrzeuge zunächst stillgelegt. Danach wurden sie für Kriegszwecke wieder in Betrieb genommen. Ursprünglich waren alle Fahrzeuge als fahrbare Notstromaggregate vorgesehen, ausgeführt wurde dieser Umbau offensichtlich nur bei dem VT 135 013. Bei Kriegsende waren fünf Triebwagen vorhanden, der VT 135 013, der VT 135 016, der VT 135 018, der VT 135 019 und der VT 135 021.  Die restlichen Fahrzeuge hatten starke Kriegszerstörungen erlitten, dass sie 1946 ausgemustert werden mussten.
Die verbliebenen Fahrzeuge bekamen die Nummern VT 70 000–004 zugeteilt. Dabei erhielten die Fahrzeuge eine modernere Antriebsanlage, die eine geringfügig höhere Geschwindigkeit zuließ. Ausgemustert wurden alle Fahrzeuge bis 1957. Der VT 70 000 und der VT 70 001 wurden beide nach der Ausmusterung verschrottet, die restlichen drei Fahrzeuge wurden noch als Beiwagen umgebaut und erhielten die Bezeichnung VB 140 404–406. In diesem Zustand wurden die Fahrzeuge noch bis 1962 betrieben, dann wurde der VB 140 405 zerlegt, während die anderen beiden Fahrzeuge an Privatbahnen verkauft werden konnten. Der VB 140 404 wurde an die Kahlgrund Verkehrs-GmbH (KVG) verkauft und tat dort bis 1979 als VB 27 Dienst, danach wurde er verschrottet. Der VB 140 406 wurde an eine Privatfirma in Simbach am Inn verkauft, Daten der Ausmusterung und Verschrottung sind nicht bekannt.
Heute erinnern an das Fahrzeug nur noch Fotos. Ein vom Aussehen her identisches Fahrzeug, nur mit höheren Stirnfenstern und anderer Antriebsanlage, existiert als Modell.

## Konstruktive Merkmale
Gegenüber den äußeren Unterschieden besaßen die Wagen gegenüber der ersten Serie der DR 135 002 ... 059 den Hauptunterschied, dass das Untergestell und der Wagenkasten von Anfang an als Schweißkonstruktion ausgeführt wurden. Der dieselelektrische Maschinensatz wurde quer zur Fahrtrichtung auf einem Maschinenrahmen montiert. Dieser wurde in vier Punkten an dem Hauptrahmen aufgehängt. Betrieblich gab es bei der Durchbildung dieser Aufhängung erhebliche Schwierigkeiten. Trotz mehrfacher Schweißungen wurden keine befriedigenden Ergebnisse erzielt, so dass die gesamte Maschinenanlage schließlich verstärkt werden musste.
Der Dieselmotor war ein Sechszylinder-Viertakt-Dieselmotor von MAN und leistete 150 PS bei 1.500/min. Seine Leerlaufdrehzahl betrug 700/min. An den Dieselmotor angeflanscht war ein sechspoliger Hauptgenerator von BBC, der neben der Bereitstellung des Stromes für den Fahrmotor eine Hilfswicklung zum Anlassen des Dieselmotors besaß. Der Fahrmotor des Triebwagens war als Reihenschlussmotor ausgeführt und in Tatzlager-Bauweise mit dem Treibradsatz verbunden. Er wurde eigenbelüftet ausgeführt. Vom Fahrschalter mit Totmanneinrichtung wurden über 16 Fahrstufen die unterschiedlichen Leistungsbereiche vorgegeben, die direkt an die Füllungsverstellung des Dieselmotors weitergegeben wurden. Der Fahrmotor besaß 33 Fahrstufen.